# Szusza (Egipt)
Szusza – miejscowość w Egipcie, w muhafazie Al-Minja, w dystrykcie Samalut. W 2006 roku liczyła 20 774 mieszkańców.